# The Voyeur
L'uomo che guarda, vrij vertaald als The Voyeur, is een Italiaans erotische sexploitatische film, geschreven en geregisseerd door Tinto Brass, als een vrije ontlening aan Alberto Moravia's gelijknamige roman. Het vertelt het verhaal van een academicus die in zijn interacties met andere mensen gedoemd is om toe te kijken en niet te handelen, een benadering die hem niet tot succes in de omgang met vrouwen leidt.

## Plot
Dodo is lector aan een universiteit in Rome en doceert Franse literatuur aan een klas. In het appartementencomplex waar hij woont, woont ook zijn bedlegerige vader Alberto, voor wiens medische en seksuele behoeften wordt zorg gedragen door particulier verpleegster Fausta. De ingetogen Dodo reageert niet op haar uitdagende gedrag en heeft weerzin tegen het ongebreidelde libido van zijn vader. Een deel van zijn problemen is dat hij een te nauwe relatie had met zijn overleden moeder, die niet alleen aan de behoeften van haar echtgenoot moest voldoen, maar hem ook moest delen met talloze andere vrouwen. Dodo's grootste probleem is echter dat zijn mooie en sexy vrouw Silvia, die zomaar ineens in zijn studieuze leven binnen waaide, een verhouding heeft met een onbekende man.
Na afloop van de les in de klas vraagt de Afrikaanse studente Pascasie Dodo een lift naar haar flat, waar ze zich uitkleedt en hem uitnodigt foto's van haar te maken. Als haar flatgenote thuiskomt, beginnen de beide vrouwen, na een korte ruzie over de aanwezigheid van een vreemde man, te vrijen.  
Dodo, altijd de toeschouwer en niet een deelnemer, laat het aan hen over. In toenemende mate fantaseert hij over de afwezige Silvia en over het seksleven van zijn overleden ouders. In een nacht is er een mysterieuze vrouw in de slaapkamer van zijn vader, waarna Fausta de volgende ochtend beweert dat het Silvia moet zijn geweest, omdat zij nog een sleutel van de voordeur heeft. Dan zegt Silvia plotseling dat zij ook weer in het appartement wil komen wonen...

## Cast
| Acteur              | Personage          |
| ------------------- | ------------------ |
| Katarina Vasilissa  | Silvia             |
| Francesco Casale    | Dodo               |
| Cristina Garavaglia | Fausta             |
| Raffaella Offidani  | Pascasie           |
| Antonio Salines     | Medisch begeleider |
| Martine Brochard    | Gravin             |
| Franco Branciaroli  | Alberto            |
| Ted Rusoff          | Parkeerwachter     |